# Greenwood (parroquia de Caddo, Luisiana)
Greenwood es un pueblo ubicado en la parroquia de Caddo en el estado estadounidense de Luisiana. En el Censo de 2010 tenía una población de 3219 habitantes y una densidad poblacional de 138,19 personas por km².

## Geografía
Greenwood se encuentra ubicado en las coordenadas 32°26′22″N 93°57′42″O / 32.43944, -93.96167. Según la Oficina del Censo de los Estados Unidos, Greenwood tiene una superficie total de 23.29 km², de la cual 23.25 km² corresponden a tierra firme y (0.19%) 0.04 km² es agua.

## Demografía
Según el censo de 2010, había 3219 personas residiendo en Greenwood. La densidad de población era de 138,19 hab./km². De los 3219 habitantes, Greenwood estaba compuesto por el 70.86% blancos, el 24.95% eran afroamericanos, el 0.87% eran amerindios, el 0.5% eran asiáticos, el 0.25% eran isleños del Pacífico, el 0.84% eran de otras razas y el 1.74% pertenecían a dos o más razas. Del total de la población el 3.14% eran hispanos o latinos de cualquier raza.